# Pedro de Toledo
Pedro de Toledo este un oraș în São Paulo (SP), Brazilia.